# Witwatersrand

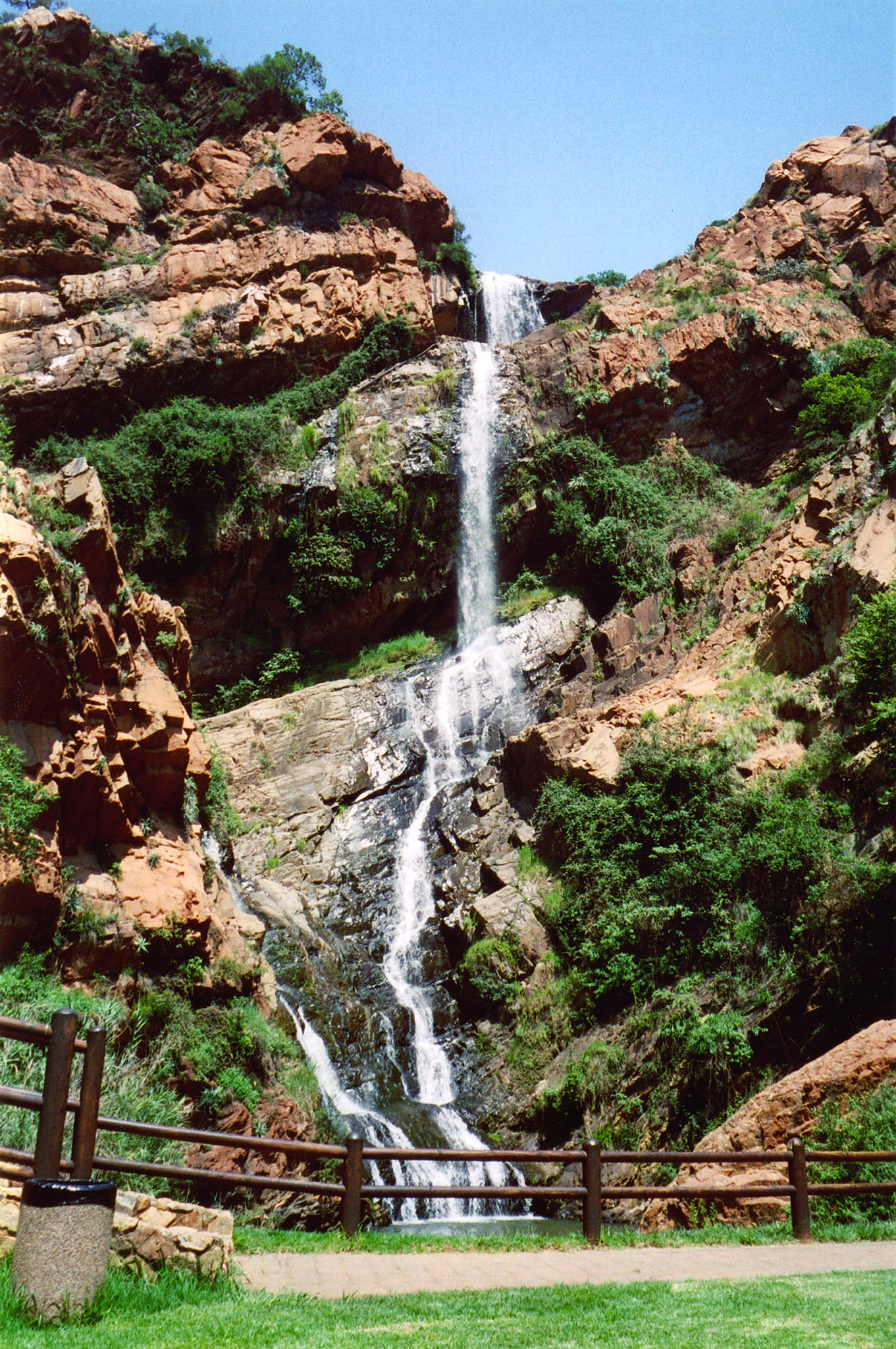
Thác Witwatersrand ở Muldersdrif's Loop, trong Vườn bách thảo Walter Sisulu, phía tây Johannesburg, Nam Phi

Witwatersrand là một khu vực núi đá ở Nam Phi, là một trong những khu vực sản xuất vàng nhiều nhất thế giới, là khu vực công nghiệp chính của Nam Phi. Witwatersrand bao gồm các dãy đồi chạy song song chạy theo hướng đông và tây. Các rặng đồi có chứa mỏ vàng dài 100 km và rộng tối đa 40 km và có độ cao 600 m trên mực nước biển. Witwatersrand có nghĩa là rặng đồi nước trắng trong tiếng Afrikaans. Rặng đồi này là các kiến tạo đá tạo ra đường phân nước giữa sông Vaal và Olifantsrivier, các con sông chảy vào Ấn Độ Dương. Johannesburg là thành phố lớn nhất trong khu vực.
Tháng 7 năm 1852, người ta cho biết, một người Anh tên là JH Davis đã tìm thấy vàng "với số lượng đáng kể" ở Paardekraal gần Krugersdorp, là khu vực có vàng được phát hiện sớm nhất ở Rand. Davis đã bán số vàng tìm được với giá 600 bảng Anh thời đó cho Ngân khố Transvaal. 
Vàng lộ thiên đã được phát hiện ở Witwatersrand năm 1884, và công việc khai khoáng sôi động bắt đầu năm 1886, cùng năm đó, Johannesburg được thiết lập làm một khu định cư cho người khai thác vàng. Ở đây có các mr vàng nằm sâu dưới lòng đất đạt 177 m vào năm 1889, sau đó người ta đã khai thác vàng ở độ sâu hơn 2 km. Khu vực này có nguồn mỏ vàng chiếm 40% trữ lượng vàng đã được khai thác trên thế giới.
Trong thập niên 1930, sau khi nhiều quốc gia bỏ chế độ kim bản vị và việc Hoa Kỳ hạn chế mua vàng, các mỏ ở đây đã được khai thác ở độ sâu 3.700 m (12000 foot); kết quả là độ sâu khai khoáng đã đạt trung bình 2.700 m. Các mỏ sâu này có nhiệt độ cao hơn nhiệt độ mặt đất nên các mỏ ở đây đã được lắp đặt hệ thống làm mát và quạt để điều hòa nhiệt độ. 